# Systaria drassiformis
Systaria drassiformis är en spindelart som beskrevs av Simon 1897. Systaria drassiformis ingår i släktet Systaria och familjen sporrspindlar. Inga underarter finns listade i Catalogue of Life.